# Spyrydon Babskyj
Spyrydon (ukrainisch Спиридон, weltlicher Name Oleh Babskyj, Олег Бабський; * 13. Mai 1958 in Schytomyr, Ukrainische SSR; † 1. Mai 2011) war ein ukrainisch-orthodoxer Geistlicher, Theologe und Erzbischof in Lutchesk und Wladimir Wolinsk (Ukrainisch-orthodoxe Kirche – Kiewer Patriarchat).

## Leben
Spyrydon Babskyj starb Anfang Mai 2011 kurz vor seinem 53. Geburtstag. 